# Kamissi
Kamissi est une commune rurale située dans le département de Manni de la province de la Gnagna dans la région de l'Est au Burkina Faso.

## Géographie
Kamissi est situé à environ 5 km au Sud-Ouest de Manni, chef-lieu du département, sur la route départementale 144 qui y mène. Elle est en bordure du lac de retenue du barrage en remblai de Manni.

## Santé et éducation
Le centre de soins le plus proche de Kamissi est le centre médical de Manni.